# 扎尔科·瓦拉伊奇
扎尔科·瓦拉伊奇（羅馬化：Žarko Varajić，1951年12月26日—2019年6月23日），前南斯拉夫职业篮球运动员。他曾代表南斯拉夫参加1976年夏季奥运会男子篮球比赛，最终队伍获得一枚银牌。